# SOS-SOS-SOS Bermuda-Dreieck
SOS-SOS-SOS Bermuda-Dreieck (Il triangolo delle Bermude) ist ein Abenteuerfilm des Regisseurs Rene Cardona Jr. aus dem Jahr 1978, der in italienisch-mexikanischer Koproduktion entstand. Das Drehbuch basiert lose auf dem Buch Das Bermuda-Dreieck von Charles Berlitz. Die deutsche Erstaufführung fand am 11. August 1978 statt.

## Handlung
Yachtbesitzer Marvin will mit seiner Familie eine Kreuzfahrt ins berühmt-berüchtigte Bermuda-Dreieck unternehmen. Da sowohl er als auch seine Familie den Geschichten, die sich um dieses Seegebiet ranken, keinen Glauben schenkt, stechen sie voller Begeisterung in See. Aber was als harmlose Vergnügungstour begann, entwickelt sich bald zu einem einzigen Albtraum. Die Luxusyacht fährt plötzlich wie von Geisterhand gesteuert, sie empfangen SOS-Signale, die scheinbar aus dem Nichts kommen, und das Meer beginnt, verrückt zu spielen. Noch unheimlicher ist aber, dass ein Familienmitglied nach dem anderen ohne erkennbare Ursache von Bord verschwindet, bis auch die Yacht selbst verschwindet und auf keinem Radar mehr auszumachen ist.

## Kritik
„Fantastischer, mit Gruseleffekten angereicherter Abenteuerfilm.“

„Seltsames geschieht: SOS-Signale ertönen aus dem Nichts, das Meer spielt verrückt, und das Boot fährt plötzlich wie von Geisterhand gesteuert… Noch seltsamer ist, daß sich die Kinolegende John Huston für diesen lauen Törn anheuern ließ.“

## Hintergrund
Der Film wurde im Karibischen Meer gedreht, vor der mexikanischen Insel Cozumel.